# Lodovico Altieri
Pour les articles homonymes, voir Altieri.
Lodovico Altieri (né le 17 juillet 1805 à Rome, alors capitale des États pontificaux et mort le 11 août 1867 à Albano) est un cardinal italien du XIXe siècle.

## Biographie
Lodovico Altieri exerce diverses fonctions au sein de la Curie romaine, notamment comme secrétaire de la Congrégation des études. Il est nommé archevêque titulaire d'Éphèse (de) en 1836 et envoyé comme nonce apostolique en Autriche (en). 
Le pape Grégoire XVI le crée cardinal in pectore lors du consistoire du 14 décembre 1840. Sa création est publiée le 21 avril 1845. Il participe au conclave de 1846, lors duquel Pie IX est élu pape. 
Avec les cardinaux Gabriel della Genga Sermattei et Luigi Vannicelli Casoni, il forme le triumvirat (triumvirat rouge) qui gouverne les États pontificaux en 1849-1850 après l'épisode de la République romaine pendant la fuite de Pie IX. Il est camerlingue de la Sainte Église à partir de 1857, préfet de la Congrégation de l'Index en 1861 et archiprêtre de Saint-Jean-de-Latran en 1863. Il assiste les malades pendant l'épidémie de choléra dans son diocèse et attrape lui-même la maladie.

## Succession apostolique
Lodovico Altieri a ordonné les évêques suivants :
- Cardinal Juraj Haulík Váralyai (1837)
- Évêque Luigi Guglielmi (1840)
- Évêque Gregorio Fistilli (1845)
- Évêque Giovanni Corti (1847)
- Archevêque Francesco Emilio Cugini (1852)
- Cardinal Gaetano Bedini (1852)
- Archevêque Giuseppe Cardoni (it) (1852)
- Évêque Giovanni Francesco Magnani (1855)
- Évêque Nicola Pace (1855)
- Évêque Pietro Maria Ferrè (it) (1857)
- Archevêque José Ignacio Checa y Barba (es) (1861)
- Cardinal Luigi Oreglia di Santo Stefano (1866)
- Archevêque Antonio Rossi Vaccari (de) (1866)
- Évêque Antonius Grech Delicata Testaferrata (en) (1867)